# ميلليسنت كومري
ميلليسنت كومري (بالإنجليزية: Millicent A. Comrie)‏ طبيبة وُلدت في 6 أغسطس عام،1948 ونشأت في كينغستون في جامايكا، وهي اختصاصية في طب النساء والتوليد، عَمِلت خلال فترة حياتها المهنية في ريد هوك (بروكلين، نيويورك) وجامايكا، وتتحدث كلًا من الإنجليزية والألمانية والإسبانية بطلاقة.

## التعليم
انتقلت ميلليسنت إلى الولايات المتحدة للدراسة في جامعة مورغان في بالتيمور MD و جامعة هاورد كلية الطب بواشنطن العاصمة، ودرست كذلك في مركز داخل الولاية الطبي - كلية الطب جامعة ولاية نيويورك في بروكلين، نيويورك، حيث حصلت على شهادتها الطبية في عام 197،. درست فيما بعد في كلية ميلمان للصحة العامة بجامعة كولومبيا، حيث حصلت على درجة الماجستير في الصحة العامة، وكانت دراستها قائمة على صحة الأم والطفل.

## الحياة المهنية
تعمل ميلليسنت حاليًا في مركز Maimonides الطبي في بروكلين بنيويورك، حيث تتخصصت في طب التوليد والنسائيات، مع التركيز بشكل خاص على الأورام الليفية وعمليات استئصال الورم الليفي الرحمي. طورت تقنيات سمحت للنساء بالحفاظ على الرحم وعدم استئصال الرحم، وهي المديرة الطبية ومؤسس مركز مايمونيدس بروكلين هايتس لصحة المرأة. أسست أيضاً مركز الأورام الليفية في Maimonides وهو المركز الوحيد في بروكلين الذي يدمج العلاج النسائي والجراحي والعلاج الإشعاعي.
كومري أيضًا عضوة في منظمة التنمية الدولية وجمعية التواصل الكاريبي الأمريكية ومديرة مركز إنقاذ ميرتل فيرجسون في كينغستون في جامايكا، ظهرت كضيف ضيف على تلفزيون BRIC في عام 2013 لمناقشة الصحة ثنائية العنصرية / متعددة الأعراق، ناقشت في المقابلة أهمية تزويد الأطباء المُمارسين بمعلومات أو بخلفية عرقية شخصية لتقديم معلومات حول أي اختبارات يجب إجراؤها، خدمت ميللسنت في مجلس إدارة مبادرة Red Hook (RHI)، حيث استمر ذلك لمدة سبعة عشر عامًا، أي طوال فترة تواجوده، وهي أكثر عضو استمرت في مجلس الإدارة منذ تواجده.

## الجوائز
تم إنشاء مركز الدكتورة ميلليسنت كومري والذي يهدف إلى التثقيف والرعاية في مجال الصحة الإنجابية في ريد هوك في بروكلين من عام 2002 و حتى عام 2014، حصلت على جوائز أفضل أطباء منطقة مترو نيويورك، وهي واحدة من من فضليات الطبيبات العشر في منطقة البحر الكاريبي في الولايات المتحدة من قبل News America، فازت بجائزة المعلم الرئيسي في طب التوليد والنسائيات من جمعية خريجي جامعة ولاية نيويورك SUNY Downstate، في عام 2013 مُنحت كومري جائزة ماركوس غارفي لخدمة المجتمع، في عام 2016مُنحت كومري وسام التمييز (فئة الضباط) من حكومة جامايكا، وفي نفس العام حصلت على وسام رائدة الطب من جمعية القناصل الأجانب وهي أكبر منظمة دولية تمثل أكبر سلك قنصلي في العالم بنيويورك.

## الحياة الشخصية
شقيق الطبيبة ميلليسنت هو وزير الصحة السابق في جامايكا فينتون فيرغسون، و لديها ابنتان. بعد وفاة واحدة من بناتها في عام 2015عادت كومري من التقاعد لمواصلة العمل في مركز المرأة في ميمونيدس.